# Liste der Baudenkmäler im Kölner Stadtteil Wahn
Die folgende Liste enthält die in der Denkmalliste ausgewiesenen Baudenkmäler auf dem Gebiet des Stadtteils Köln-Wahn, Stadtbezirk Köln-Porz, Nordrhein-Westfalen.
Hinweis: Die Reihenfolge der Baudenkmäler in dieser Liste orientiert sich an den Straßennamen und ist alternativ nach Hausnummern, Denkmallistennummer oder Bezeichnung sortierbar.
Basis ist die offizielle Kölner Denkmalliste (22. Mai 2015), die Baudenkmäler und Denkmalbereiche auflistet. Dabei kann es sich beispielsweise um Sakralbauten, Wohn- und Fachwerkhäuser, historische Gutshöfe und Adelsbauten, Industrieanlagen, Wegekreuze und andere Kleindenkmäler sowie Grabmale und Grabstätten, die eine besondere Bedeutung für die Geschichte Kölns haben, handeln. Grundlage für die Aufnahme in die offiziellen Denkmallisten ist das Denkmalschutzgesetz Nordrhein Westfalens.

| Bild                           | Bezeichnung                  | Lage                                        | Beschreibung | Bauzeit                   | Einge- tragen seit | Denk- mal- nr. |
| ------------------------------ | ---------------------------- | ------------------------------------------- | --- | ------------------------- | ------------------ | -------------- |
| weitere Bilder Fotos hochladen | Hofanlage Gut Eltzhof        | Wahn Burgallee 1 Karte                      | |                           | 3. Oktober 1988    | 4697           |
| Fotos hochladen                | Wohnhäuser                   | Wahn Burgallee 1 Karte                      | |                           | 3. Oktober 1988    | 4698           |
| weitere Bilder Fotos hochladen | Schloss Wahn                 | Wahn Burgallee 2 Karte                      | |                           | 9. November 1982   | 1230           |
| Fotos hochladen                | Allee                        | Wahn Burgallee o. Nr. Karte                 | | um 1900                   | 1. Juli 1980       | 529            |
| Fotos hochladen                | Wohnhaus (Haus Sophia)       | Wahn Burggraben 26 Karte                    | |                           | 4. Oktober 1989    | 5281           |
| Fotos hochladen                | Kleindenkmal (Missionskreuz) | Wahn Dammweg / Feldstraße Karte             | Stand bis 1895 an der Pfarrkirche; Inschrift: „Andenken an die heil. Mission zu Wahn im Jahre 1854 – und an die heil. Mission vom 18. bis 20. Febr. 1872. sign.: I. Gumman in Cöln“ | 1854/1872                 | 1. Juli 1980       | 531            |
| Fotos hochladen                | Kleindenkmal (Wegekreuz)     | Wahn Frankfurter Straße / Poststraße Karte  | | 19. Jahrhundert           | 1. Juli 1980       | 534            |
| Fotos hochladen                | ehem. Pfarrhaus              | Wahn Frankfurter Str. 173–175 Karte         | |                           | 30. November 1982  | 1196           |
| Fotos hochladen                | Kirche St. Aegidius          | Wahn Frankfurter Str. 179 Karte             | |                           | 9. Februar 1983    | 1321           |
| Fotos hochladen                | Wohn- und Geschäftshaus      | Wahn Frankfurter Str. 215 Karte             | |                           | 17. Dezember 1997  | 8223           |
| Fotos hochladen                | Hofanlage (Deutscher Rhein)  | Wahn Frankfurter Str. 247 Karte             | | um 1860                   | 6. März 1992       | 6408           |
| Fotos hochladen                | Kleindenkmal (Wegekreuz)     | Wahn St.-Sebastianus-Straße / Dammweg Karte | Rückseite: Gewidmet Familie (Trom)petter | 2. Hälfte 19. Jahrhundert | 1. Juli 1980       | 575            |